# Demonax ravus
Demonax ravus là một loài bọ cánh cứng trong họ Cerambycidae.